# Cromlech vom Monte das Figueiras
 Der Cromlech vom Monte das Figueiras (Cromeleque do Monte das Figueiras oder Recinto Megalítico de Vale d’El Rei genannt) ist ein Cromlech in der Nähe von Mora, bei Pavia im Distrikt Évora im Alentejo in Portugal.
Der Steinhalbkreis wurde von Georg und Vera Leisner in den 1950er-Jahren erkannt, aber aufgrund fehlender Referenz wurde er in den 1970er-Jahren noch einmal entdeckt und bekam den Namen „Cromeleque do Monte das Figueiras“.
Der Cromlech stammt vermutlich aus dem frühen 4. oder der Mitte des 3. Jahrtausend v. Chr. Er gehört zur Großsteinlandschaft des Landkreises Évora. Es gibt Details in der Gestaltung, die auch bei anderen Cromlechs in der Region vorkommen. Der Cromlech wurde wie der Cromlech von Fontainhas U-förmig und nicht als Steinkreis errichtet. Der Halbkreis bestand aus 12 tonnenförmigen Menhiren ("Pedras talhas" genannt). Die Größe der Steine liegt zwischen 1,5 m und 50 cm. Der Cromlech ist klein und liegt in flachem und offenem Gelände, was ungewöhnlich für diese Denkmalgruppe ist.
Ende der 1970er Jahre zerstörte ein Bauer das Denkmal und häufte die Menhire als Haufen auf. 2000 wurden Ausgrabungen und eine Restaurierung vorgenommen. In zwei Fällen befanden sich die Menhire noch in situ und der ursprüngliche Plan konnte ermittelt werden. Mit diesen Informationen gelang es die Menhire an den ursprünglichen Standorten aufzurichten. Der Menhir Nr. 8 war in sehr schlechtem Zustand und konnte nicht repariert werden.
Der Cromlech ist noch nicht als Kulturerbe eingestuft und daher nicht per Gesetz geschützt.